# Beringschneeammer
Die Beringschneeammer (Plectrophenax hyperboreus) ist ein kleiner Singvogel aus der Familie der Tundraammern. Die eng mit der Schneeammer verwandte Art bewohnt Tundren und Küstengebiete und kann je nach Jahreszeit nur im äußersten Westen des US-Bundesstaates Alaska oder einigen Inseln in der Beringsee angetroffen werden. Die Beringschneeammer gilt daher als einer der am schwierigsten zu beobachtenden Vögel Nordamerikas.

## Merkmale
Beringschneeammern sind eher gedrungene Vögel, die ausgewachsen eine Größe von 16 bis 19 cm erreichen können, wobei die Männchen tendenziell etwas größer als ihre weiblichen Artgenossen werden. Die Flügelspannweite liegt zwischen 10,5 und 12 cm, das Gewicht ist wie die Größe vor allem vom Geschlecht abhängig und beträgt im Durchschnitt etwa 40 bis 50 g. Darüber hinaus zeigt sich auch beim Gefieder der Art ein erkennbarer Sexualdimorphismus, des Weiteren tragen beide Geschlechter ein dezidiertes Sommer- und Winterkleid. Sowohl bei Männchen als auch bei Weibchen dominiert allerdings das ganze Jahr über eine weiße Färbung, die sich nur in Nuancen unterscheidet. Die Iris des Auges ist immer schwarz gefärbt, während an Beinen und Füßen neben Schwarz- auch Brauntöne vorkommen können. In den Sommermonaten zwischen April und August zeigen sich beim Männchen an den hinteren Schulterfedern einige schwarze Flecken. Außerdem finden sich schwarze Farbakzente an den Spitzen der mittleren zwei bis vier Steuerfedern, der äußeren fünf Primärfedern sowie der kompletten Tertiärfedern der Flügel. Bei einigen Individuen kommen schmale schwarze Streifen am Rücken und am Daumenfittich hinzu. In den Wintermonaten wirkt das weiß an Haube, Brust und im Bereich der Ohröffnungen verwaschen und von einem blassen Rostbraun durchzogen, die schwarzen Spitzen der Federn an Schwanz und Flügeln sind nun hellbraun gerändert. Die Färbung des Schnabels wechselt zu Gelb- oder Pinktönen.
Das Weibchen lässt sich in seinem Sommerkleid vor allem an der schwärzlichen Haube und dem leicht gestreiften Rücken unterscheiden. Der Daumenfittich ist bei Weibchen vollständig schwarz. Die mittleren beiden Steuerfedern sind vollständig schwärzlich, während der Rest nur an den Innenseiten schwärzliche Markierungen aufweist. Im Winter gleichen die Weibchen ihren männlichen Artgenossen, sind jedoch insgesamt etwas dunkler gefärbt. Weibliche Jährlingsvögel während ihres ersten Winters können relativ leicht anhand der bräunlichen Brust- und Bauch- und Kopfbereiche sowie dunklerer Sekundärfedern ausgemacht werden.
Berichte über Sichtungen von Hybriden zwischen Beringschneeammern und Schneeammern (Plectrophenax nivalis) liegen bereits seit dem Ende der 1960er-Jahre vor. Diese Vögel zeigen diverse Eigenschaften beider Arten, wobei Männchen mit deutlich schwärzeren Federn an den Seiten und am Rücken eine der am häufigsten gesichteten Hybridformen darstellen.

## Verhalten

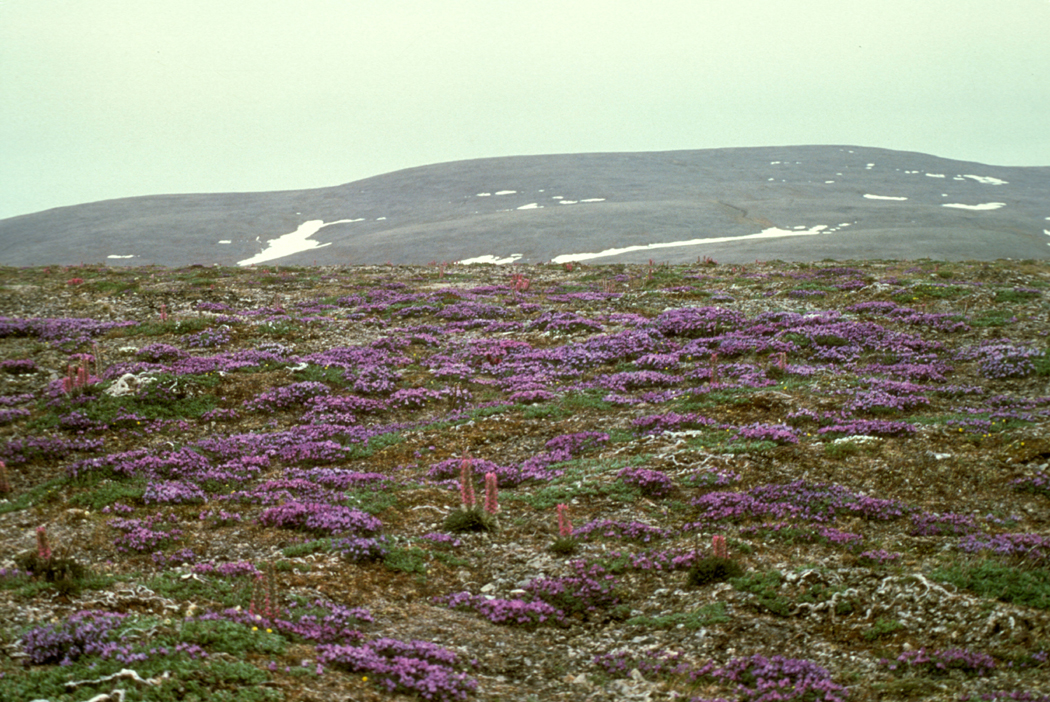
Tundra auf der St.-Matthew-Insel, einem der Hauptbrutgebiete der Beringschneeammer

Das allgemeine Verhalten der Art außerhalb der Brutzeit ist bislang nur wenig erforscht, es dürfte jedoch sehr dem der Schneeammer ähneln. Bekannt ist, dass Beringschneeammern recht vokale Vögel sind, die auch während des Fluges singen. Ihr Gesang wird als ein „lautes, flötenartiges Trällern“ beschrieben und soll dem des Westlichen Lerchenstärlings ähneln, dabei jedoch kürzer sein. Ihr Lebensraum besteht aus felsiger Tundra und rauen Küstenabschnitten, die teilweise von Geröll bedeckt sind. Während der Wintermonate sind Beringschneeammern fast ausschließlich an der Küste zu finden. Ihre Ernährung besteht in der Sommerzeit vor allem aus diversen Insekten und Spinnentieren, während im Winter vornehmlich verschiedene Samen verzehrt werden. Des Weiteren werden winzige Krustentiere und andere Meereslebewesen erbeutet. Im April oder sehr selten erst im Mai suchen die Vögel ihre Brutgebiete auf den beiden unbewohnten Inseln Hall und St.-Matthew inmitten der Beringsee auf. Vermutlich nur sehr sporadisch finden wohl auch Brutvorgänge auf den weiter nördlich gelegenen Pribilof-Inseln statt. Das Nest wird aus trockenen Gräsern errichtet, die zu einer verhältnismäßig großen, flachen Tassenform verwoben und mit feineren Gräsern, Federn, Daunen oder Tierhaaren ausgekleidet werden. Für den Nestbau ist das Weibchen allein verantwortlich. Das Nest wird immer am Boden gebaut, als Standort wählen die Vögel zumeist eine Felsspalte oder einen hohlen Baumstamm, der dem Nest einen gewissen Schutz vor den Elementen gewährt. Die Eier der Beringschneeammer zeigen eine grünliche Grundfarbe und sind mit blassbraunen Punkten gesprenkelt. Die Gelegegröße liegt zwischen vier und sechs Eiern, deren Inkubationszeit circa 10 bis 15 Tage beträgt. Nach weiteren 10 bis 15 Tagen als Nestlinge werden die Jungvögel flügge und verlassen den Nistplatz. Mit dem Ende der Brutzeit verlassen Beeringschneeammern ihre Brutgebiete und kehren zum Überwintern an die Westküste Alaskas zurück.

## Verbreitung und Gefährdung

Verbreitungsgebiet der Beringschneeammer.
Brutgebiete
Winterquartiere

Die Beringschneeammer bewohnt ein sehr kleines Verbreitungsgebiet entlang der Westküste des US-Bundesstaates Alaska. Im Winter erstreckt es sich etwa von Nome im Norden bis nach Cold Bay auf der Inselkette der Aleuten im Süden. Dabei folgt es jedoch in einem schmalen Streifen der Küstenlinie und erstreckt sich jeweils nur wenige Kilometer ins Inland. Gelegentliche Irrgäste können im Norden bis nach Kotzebue, im Süden sogar bis hinab nach Oregon gemeldet werden. Den Sommer verbringt die Art in ihren Brutgebieten auf einigen wenigen Inseln in der Beringsee. Von der Küste Sibiriens sind bislang keine Sichtungen bekannt, ein Vorkommen dort kann jedoch nicht ausgeschlossen werden. Trotz dieser geographischen Beschränkungen stuft die IUCN die Beringschneeammer mit Stand 2020 als nicht gefährdet (Status least concern) ein und stellt derzeit eine stabile Bestandsentwicklung fest. Die Organisation geht in ihrer Bewertung von etwa 27.400 bis 35.400 adulten Exemplaren aus. Dennoch ist festzuhalten, dass sich die Einführung von Ratten oder anderen Raubtieren in ihren räumlich sehr kleinen Insel-Brutgebieten vermutlich katastrophal auf die Bestände der bodenbrütenden Art auswirken würde.

## Systematik und Forschungsgeschichte
Die Art gilt zurzeit als monotypisch, geographische Variationen fehlen ebenfalls. Erste Exemplare der Beringschneeammer wurden 1879 durch den amerikanischen Naturforscher Edward William Nelson entlang des Norton-Sunds und am Yukon River gesammelt, der zunächst annahm, morphologisch ungewöhnliche Individuen der Schneeammer vor sich zu haben. Die Erstbeschreibung der Art erfolgte 1884 durch Robert Ridgway anhand dieser Exemplare und weiterer Vögel, die Charles Leslie McKay auf der Nushagak-Halbinsel gesammelt hatte. Die Brutgebiete der Beringschneeammer und mit ihnen die ersten Jungvögel wurden erst im darauffolgenden Jahr entdeckt. Eine sehr enge Verwandtschaft mit der Schneeammer gilt als gesichert, gemäß der unter Forschern vorherrschenden Meinung bilden die beiden Arten eine Superspezies. Die Auffassung, dass es sich bei der Beringschneeammer um eine Unterart der Schneeammer handelt, womit die Gattung Plectrophenax monotypisch wäre, wird hingegen nur von einer Minderheit vertreten. Dagegen sprechen vor allem die bei Adulten und besonders bei Jungvögeln recht deutlichen Unterschiede bei der Gefiederfärbung. Als wahrscheinlich gilt hingegen eine Trennung der beiden Arten vor erdgeschichtlich kurzer Zeit. So wird angenommen, dass die Beringschneeammer sich aus Individuen der Schneeammer entwickelt hat, die am Ende der letzten Eiszeit durch steigende Meeresspiegel auf den neu entstandenen Inseln in der Beringsee vom Rest der Population isoliert worden waren. Außerhalb der Gattung Plectrophenax sind vermutlich die Spornammern (Calcarius) die nächsten Verwandten der Beringschneeammer. Eine in der Vergangenheit häufig angenommene enge Verwandtschaft zu den Ammern der Gattung Emberiza konnte durch phylogenetische Untersuchungen hingegen nicht bestätigt werden.